# Poliedro duale

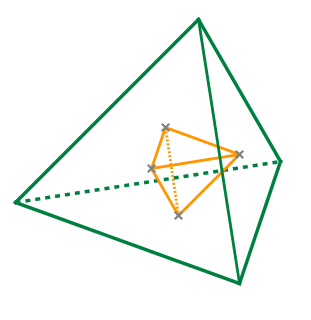
Il duale di un tetraedro è un altro tetraedro

In geometria, il poliedro duale di un poliedro {\displaystyle P} è un altro poliedro {\displaystyle Q}, tale che ad ogni vertice di {\displaystyle P}  corrisponde una ed una sola faccia di {\displaystyle Q}. In altre parole, lo si ottiene scambiando i ruoli dei vertici e delle facce di {\displaystyle P}. Il duale di {\displaystyle Q} è di nuovo {\displaystyle P}.
Se {\displaystyle P} e {\displaystyle Q} hanno la stessa struttura combinatoria, {\displaystyle P} è detto autoduale. Fra i 5 solidi platonici, il tetraedro è autoduale, mentre cubo e ottaedro sono uno duale dell'altro; anche icosaedro e dodecaedro sono uno duale dell'altro.
Il duale di un solido archimedeo è un solido di Catalan.

## Definizioni
Non esiste una definizione univoca di poliedro duale che funzioni per tutti i poliedri. Vi sono due nozioni, una combinatoria e l'altra metrica, che sono generalmente coincidenti nei poliedri più regolari.

### Dualità combinatoria
Dal punto di vista combinatorio, due poliedri {\displaystyle P} e {\displaystyle Q} sono duali se esiste una corrispondenza biunivoca {\displaystyle T} fra gli insiemi di vertici, spigoli e facce di {\displaystyle P} e {\displaystyle Q} che inverte le adiacenze. Più precisamente:
1. {\displaystyle T} associa rispettivamente ad un vertice, spigolo o faccia di {\displaystyle P} una faccia, spigolo o vertice di {\displaystyle Q};
2. Una faccia {\displaystyle F} di {\displaystyle P} incide su uno spigolo {\displaystyle S} se e solo se lo spigolo {\displaystyle T(S)} incide sul vertice {\displaystyle T(F)}; viceversa, uno spigolo {\displaystyle S} incide su un vertice {\displaystyle V} di {\displaystyle P} se e solo se la faccia {\displaystyle T(V)} incide su {\displaystyle T(S)}.

Questa dualità è detta dualità combinatoria. La dualità combinatoria non tiene conto delle grandezze metriche dei poliedri, e cioè dei loro volumi, delle lunghezze dei loro spigoli, o degli angoli formati da questi.
Se {\displaystyle P} è un poliedro convesso, un duale combinatorio è ottenuto scegliendo un vertice all'interno di ogni faccia e prendendo l'inviluppo convesso di questi punti. Dal punto di vista metrico il duale dipende dalla scelta dei punti, ma non dal punto di vista combinatorio.

### Dualità metrica
Dal punto di vista metrico, due poliedri {\displaystyle P} e {\displaystyle Q} sono duali se sono ottenuti l'uno dall'altro tramite inversione lungo una sfera {\displaystyle S}. In questo caso si parla di dualità metrica.
Molti solidi, come i solidi regolari o i solidi archimedei, hanno un "centro" {\displaystyle O}. In questo caso, il duale del solido è generalmente considerato il duale metrico secondo una qualsiasi sfera centrata in {\displaystyle O}. Sfere con raggi diversi danno luogo a poliedri simili: il poliedro duale è quindi ben definito metricamente solo a meno di similitudine.

## Poliedri duali

### Solidi platonici
| solido    |  | duale      |  |
| --------- |  | ---------- |  |
| tetraedro |  | tetraedro  |  |
| cubo      |  | ottaedro   |  |
| icosaedro |  | dodecaedro |  |

### Solidi archimedei
| solido                   |  | duale                       |  |
| ------------------------ |  | --------------------------- |  |
| tetraedro troncato       |  | triacistetraedro            |  |
| cubo troncato            |  | triacisottaedro             |  |
| ottaedro troncato        |  | tetracisesaedro             |  |
| cubottaedro              |  | dodecaedro rombico          |  |
| rombicubottaedro         |  | icositetraedro trapezoidale |  |
| cubottaedro troncato     |  | esacisottaedro              |  |
| cubo simo                |  | icositetraedro pentagonale  |  |
| dodecaedro troncato      |  | triacisicosaedro            |  |
| icosaedro troncato       |  | pentacisdodecaedro          |  |
| icosidodecaedro          |  | triacontaedro rombico       |  |
| rombicosidodecaedro      |  | esacontaedro trapezoidale   |  |
| icosidodecaedro troncato |  | esacisicosaedro             |  |
| dodecaedro simo          |  | esacontaedro pentagonale    |  |

### Alcuni poliedri non convessi
| solido                      |  | duale             |  |
| --------------------------- |  | ----------------- |  |
| piccolo dodecaedro stellato |  | grande dodecaedro |  |
| grande dodecaedro stellato  |  | grande icosaedro  |  |

## Dualità fra sfere geodetiche
| sfera geodetica come triangolazione |  | sfera geodetica simile ad un'arnia |  |

## Dualità dei solidi platonici
| duale del cubo                        | duale dell'ottaedro                     |
| Il duale del cubo è l'ottaedro        | Il duale dell'ottaedro è il cubo        |
| duale del dodecaedro                  | duale dell'icosaedro                    |
| Il duale del dodecaedro è l'icosaedro | Il duale dell'icosaedro è il dodecaedro |